# Belvédère Susan-Travers
Le belvédère Susan-Travers est une voie située dans le 15e arrondissement de Paris, en France.

## Situation et accès
Il est situé à l'extrémité nord-est de l'île aux Cygnes, sur une terrasse d'une quinzaine de mètres de long sur autant de large, en amont du pont de Bir-Hakeim et au même niveau que ce pont. 
Ce site est desservi par les stations de métro Passy et Bir-Hakeim.

## Origine du nom
La voie porte depuis 2024 le nom de Susan Travers (1909-2003), militaire britannique engagée dans les Forces françaises libres, seule femme de la Légion étrangère, et héroïne de la bataille de Bir Hakeim.

## Historique
Depuis 1958, y est implantée une statue allégorique équestre : La France renaissante, sculptée par Holger Wederkinch.
Le site prend son nom par délibération du Conseil de Paris du 6 février 2024.